# Denis Langlois (athlétisme)
Pour les articles homonymes, voir Denis Langlois et Langlois.
Denis Langlois (né le 10 octobre 1968 à Drancy) est un athlète français spécialiste de la marche athlétique. Il a participé aux Jeux Olympiques à trois reprises.

## Records personnels
- 5 000 m marche (piste) : 18 min 57 s 20 (Villeneuve-d'Ascq, 02/07/1993)
- 20 km marche :	1 h 20 min 35 (Podebrady, 19/04/1997)
- 50 000 m marche (piste) : 3 h 49 min 47 s 1 (Villemomble, 26/09/2004)
- 50 km marche :	3 h 47 min 31 (Miskolc, 21/05/2005)

## Palmarès
| Année | Compétition                    | Lieu             | Résultat | Épreuve        |
| ----- | ------------------------------ | ---------------- | -------- | -------------- |
| 1993  | Championnats du monde          | Stuttgart        | 21e      | 20 km marche   |
| 1994  | Championnats d'Europe en salle | Paris            | 3e       | 5 000 m marche |
| 1994  | Championnats d'Europe          | Helsinki         | 15e      | 20 km marche   |
| 1995  | Championnats du monde          | Göteborg         | 7e       | 20 km marche   |
| 1996  | Jeux Olympiques                | Atlanta          | 14e      | 20 km marche   |
| 1997  | Championnats du monde          | Athènes          | 17e      | 20 km marche   |
| 1998  | Championnats d'Europe          | Budapest         | 7e       | 20 km marche   |
| 1999  | Championnats du monde          | Séville          | 13e      | 20 km marche   |
| 2000  | Coupe d'Europe de marche       | Eisenhüttenstadt | 3e       | 50 km marche   |
| 2000  | Jeux Olympiques                | Sydney           | 14e      | 50 km marche   |
| 2001  | Coupe d'Europe de marche       | Dudince          | 5e       | 50 km marche   |
| 2001  | Championnats du monde          | Edmonton         | 11e      | 50 km marche   |
| 2001  | Jeux de la Francophonie        | Ottawa           | 2e       | 20 km marche   |
| 2002  | Coupe du monde de marche       | Turin            | 6e       | 50 km marche   |
| 2002  | Championnats d'Europe          | Munich           | 6e       | 50 km marche   |
| 2003  | Championnats du monde          | Paris            | 10e      | 50 km marche   |
| 2004  | Jeux Olympiques                | Athènes          | DNF      | 50 km marche   |
| 2005  | Jeux de la Francophonie        | Niamey           | 1er      | 20 km marche   |
| 2006  | Championnats d'Europe          | Göteborg         | 10e      | 20 km marche   |